# Muzej Chamskega kiparstva
Muzej Chamskega kiparstva je muzej v okrožju Hai Chau v Đà Nẵngu v osrednjem Vietnamu, blizu reke  Hàn.

## Zgodovina
Oddelek za arheologijo EFEO je leta 1902 prvič predlagal ustanovitev muzeja Chamskega kiparstva v Đà Nẵngu. Henri Parmentier, ugledni arheolog oddelka, je veliko prispeval k kampanji za njegovo gradnjo. Ustanovljen naj bi bil leta 1915 kot Musée Henri Parmentier, njegova prva stavba pa je bila odprta leta 1919 in sta jo zasnovala dva francoska arhitekta, M. Deleval in M. Auclair, ki ju je Parmentier navdihnil za uporabo nekaterih tradicionalnih elementov Chamov v kompoziciji. Pred ustanovitvijo muzeja je bilo mesto znano kot »vrt skulptur« in številne skulpture Chamov, ki so bile zbrane v Đà Nẵngu, Quang Namu in drugod, so bile tja pripeljane v preteklih dvajsetih letih.
Muzej je bil dvakrat razširjen. Prva razširitev je bila sredi 1930-ih, z dvema novima galerijama, ki sta zagotovili razstavni prostor za predmete, dodane v 1920-ih in 1930-ih. Henri Parmentier je vodil razstavo glede na območja, kjer so bile najdene skulpture. 1000 kvadratnih metrov velike površine je bilo urejeno za zbirke Mỹ Sơn, Tra Kieu, Dong Duong, Thap Ma, Quang Tri, Quang Ngai, Binh Dinh in Kon Tum. Leta 2002 so muzej ponovno razširili z dvonadstropno stavbo, ki je pridobila dodatnih 1000 kvadratnih metrov. Nova stavba ne ponuja le prostora za razstavo, temveč tudi skladišče, knjižnico, restavratorsko delavnico in pisarne za osebje.
Pred letom 2007 so muzej upravljali Da Nang Museums, upravni organ, zadolžen za mestne muzeje in dediščino. Leta 2008 se je povezala z mestnim Oddelkom za kulturo, šport in turizem.
Muzej hrani največjo zbirko Chamskega kiparstva na svetu in je priljubljena turistična destinacija.

## Muzejske skulpture
V muzeju je nekaj čudovitih del, s primeri, kot so:
- oltar Mỹ Sơn iz 7. do 8. stoletja in priča o chamski kiparski umetnosti izpred tisoč petsto let;
- kip bodhisatve Laksmindre Lokesvare, odkrit leta 1978 v Dông Duongu (okrožje Thang Binh, osrednja provinca Quang Nam);
- oltar Trà Kiêu je datiran v 7.–10. stoletje in je bil odkrit leta 1918 v starodavni chamski prestolnici Trà Kiêu (občina Duy Son, okrožje Duy Xuyên, provinca Quang Nam). Oltar je narejen iz peščenjaka, obkrožen s štirimi bas-reliefi, ki pripovedujejo ljubezensko zgodbo med Ramo in Sito v epu Ramajana (Indija). Oltar je mojstrovina chamskega kiparstva.

## Galerije muzeja Chamskega kiparstva
Muzej Chamskega kiparstva je razdeljen na:
- Galerija Quang Tri

Zbirko Quang Tri je muzej pridobil med letoma 1918 in 1935 in vključuje štirinajst skulptur. Večino so našli v Nam Giapu, Ha Trungu, Thach An in Da Nghiju in izvirajo iz 7.–8. stoletja.
- Galerija Quang Nam

Ta galerija predstavlja dvaintrideset del iz obdobja med 8. in 10. stoletjem, zbranih s številnih najdišč v provinci Quang Nam.
- Galerija Quang Ngai

V galeriji Quang Ngai je štirinajst del, večina iz obdobja od 10. do 12. stoletja, s starinami, najdenimi v Chanh Lo in okolici province Quang Ngai. Chanh Lo je tako krstil Jean Boisselier kot vmesni slog med slogoma Mỹ Sơn A1 in Thap Mam.
- Galerija Trà Kiệu

Relikvije Trà Kiệuja so bile najdene v vasi Duy Son v okrožju Duy Xuyen v provinci Quang Nam. Kitajski anali omenjajo Trà Kiệu kot sedež Sinhapure (levjega mesta), prve prestolnice kraljestva Champa.
- Galerija Mỹ Sơn

Moj sin je bil najsvetejši kraj v kraljestvu Champa. Danes je v provinci Quang Nam, približno 30 kilometrov zahodno od mesta Sinhapura, glavnega mesta Champa do leta 1000. Zaščitenih s krogom gora je bilo več kot 70 opečnih in kamnitih struktur, najbolj posvečenih Šivi.
- Galerija Dong Duong

Slog Dong Duong se nanaša na Dvarapalo, pa tudi na skrbniške figure budističnih in hindujskih templjev in samostanov ter dela, podobna budističnim skulpturam iz krajev Dong Duong v provinci Quang Nam.
- Galerija Thap Mam - Binh Dinh

300 km južno od Đà Nẵnga, v provinci Binh Dinh, je dom številnih najpomembnejših chamskih relikvij hindujskih templjev, zgrajenih od 11. do 15. stoletja, ko je bilo središče moči kraljestva Champa na tem mestu. V letih 1934 in 1935 je bilo med arheološkimi izkopavanji, ki jih je vodil J. Y. Clayes v hribih Thap Mama in okolici, odkritih veliko število del, vključno z [[relief (umetnost)>|reliefi]] in okroglimi kipi, kot so sveta ptica Garuda, zmaji, sloni - levi, odkriti so bili plesalci, bogovi in boginje, značilni za slog Thap Mam. V galerijah Thap Mam – Binh Dinh muzeja Chamskega kiparstva je bilo predstavljenih 67 del s teh izkopavanj.
- Povečana galerija (odprta leta 2004)

Razširjena galerijska stavba, uradno odprta 28. aprila 2004, je dom nove zbirke s približno 150 deli, ki pripadajo različnim slogom umetnosti Chamov, večinoma zbranim po letu 1975.

## Izbor skulptur v muzeju
- Zmaj, 13. stoletje
- pozno 9. do začetek 10. stoletja
- 7. soletje
- Šiva lingam v muzeju Chamskega kiparstva
- Plesalka Apsara in glasbenik Gandharva, 10. stoletje